# Škoda Epiq
Škoda Epiq — субкомпактный электромобиль-кроссовер производства Škoda Auto.

## Описание
Впервые Škoda Epiq был представлен 15 марта 2024 года. Его прародителем стал Škoda Vision 7S, представленный в ноябре 2022 года в Праге.
Производство намечено на 2025 год. Конкурентом является Mini Aceman.
Ожидаемая цена — 25 000 евро.

## Технические характеристики
Škoda Epiq базируется на платформе MEB Entry. Запас хода составляет 600 км.